# Molophilus repentinus
Molophilus repentinus är en tvåvingeart som beskrevs av Jaroslav Stary 1971. Molophilus repentinus ingår i släktet Molophilus och familjen småharkrankar. Inga underarter finns listade i Catalogue of Life.